# Renault Safrane I
 (décembre 2008).
Si vous disposez d'ouvrages ou d'articles de référence ou si vous connaissez des sites web de qualité traitant du thème abordé ici, merci de compléter l'article en donnant les références utiles à sa vérifiabilité et en les liant à la section « Notes et références ».
La Renault Safrane I est une grande routière du constructeur automobile français Renault, fabriquée de 1992 à 2002.
De 2008 à 2019, deux générations de Safrane, basées sur la Samsung SM5, ont été vendues sur certains marchés d’Asie et au Mexique et en Europe sous le nom de Renault Latitude.

## Historique

### Contexte
Au milieu des années 1980, Renault travaille sur un modèle pour non seulement remplacer la Renault 25, mais aussi et surtout pour venir concurrencer les berlines allemandes haut de gamme de l'époque, notamment BMW et Mercedes-Benz.

### Conception et développement
La marque française lance alors le « projet X54 », et retient en 1986 le design d'un prototype créé par Joji Nagashima, designer venu de chez Opel. Un an plus tard, Patrick Le Quément, fraichement arrivé chez Renault, redessine en partie la maquette. La face avant subit une transformation profonde pour s'éloigner des codes esthétiques de Renault des années 1980, tandis que la custode et les poignées de portes sont également redessinées.

### Présentation, lancement et améliorations
La Safrane est lancée en 1992. Le restylage a eu lieu en juillet 1996.
Elle reçut le prix de la plus belle voiture de l'année en 1992.
Un projet de modèle Volvo sur base de Safrane devant remplacer la Volvo 960 est étudié, et finalement avorté à la suite de l'annulation du rapprochement entre le constructeur suédois et Renault.
Suspension : classique ou pilotée (amortisseurs hydrauliques à dureté réglable) avec hauteur variable (boudins pneumatiques, en plus des ressorts habituels)
- Liste d'équipements minimum sur les Safrane :
  - Direction assistée
  - Vitres électriques avant
  - Freins à disque ventilé à l'avant
  - Freins à disque à l'arrière (tambours uniquement sur RN)
  - ABS de série (en option sur RN uniquement)
  - Suspensions avant type Pseudo MacPherson
  - Suspensions arrière type Pseudo MacPherson

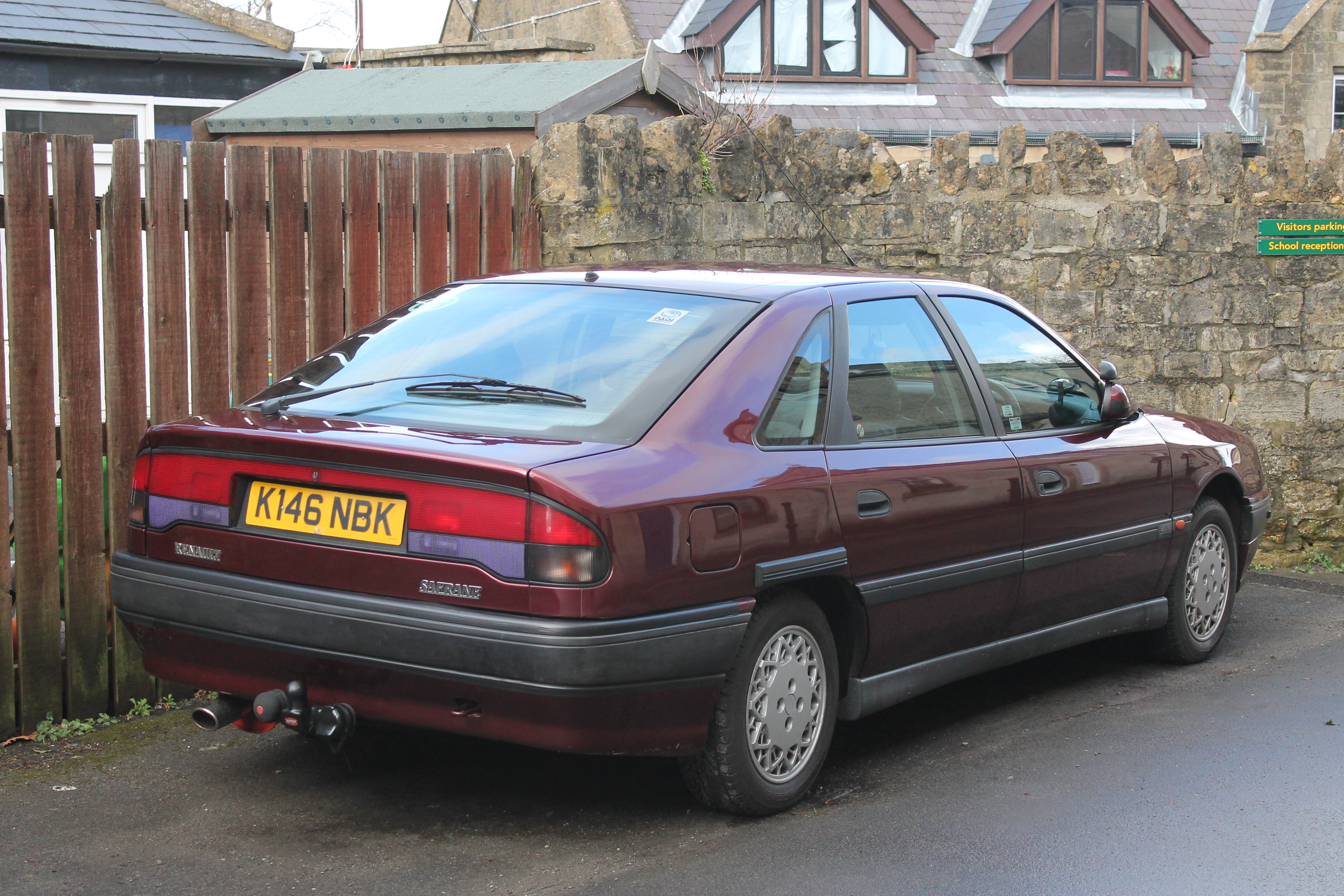
Renault Safrane I phase 1

  - Réservoir de 80 litres / 76 litres pour version 4x4

### Motorisations phase 1
- Essence
  - 2.0i 8s, 1 995 cm3, 107 ch (de 05/92 à 09/96) « moteur Douvrin » (type J7R)
  - 2.2i 12s, 2 165 cm3, 140 ch (de 07/92 à 09/96) « moteur Douvrin » (type J7T)
  - 3.0i 12s, 2 963 cm3, 170 ch (de 07/92 à 09/96) « moteur V6 PRV » (type Z7X)
  - 3.0i 12s, 2 963 cm3, biturbo 268 ch (de 11/93 à 09/96) « moteur V6 PRV » (type Z7X)
- Turbo Diesel
  - 2.1 8s, 2 068 cm3, 90 ch (de 07/92 à 09/96) « moteur Douvrin » (type J8S)
  - 2.5 8s, 2 499 cm3, 115 ch (de 04/93 à 09/96) « moteur 8140 Sofim » (type S8U) d'origine Sofim, boîte de vitesses Renault.

### Type mine phase 1
- Essence
  - 2.0i B54005, boîte manuelle 5 vitesses PK1-000 ou PK1-001 + (J7R-Q732), 9cv
  - 2.0i B54002, boîte automatique 4 vitesses AD8-... + (J7R-Q733), 9cv
  - 2.2i B54305, boîte manuelle 5 vitesses PK1-001 ou PK1-002 + (J7T-R760), 11cv

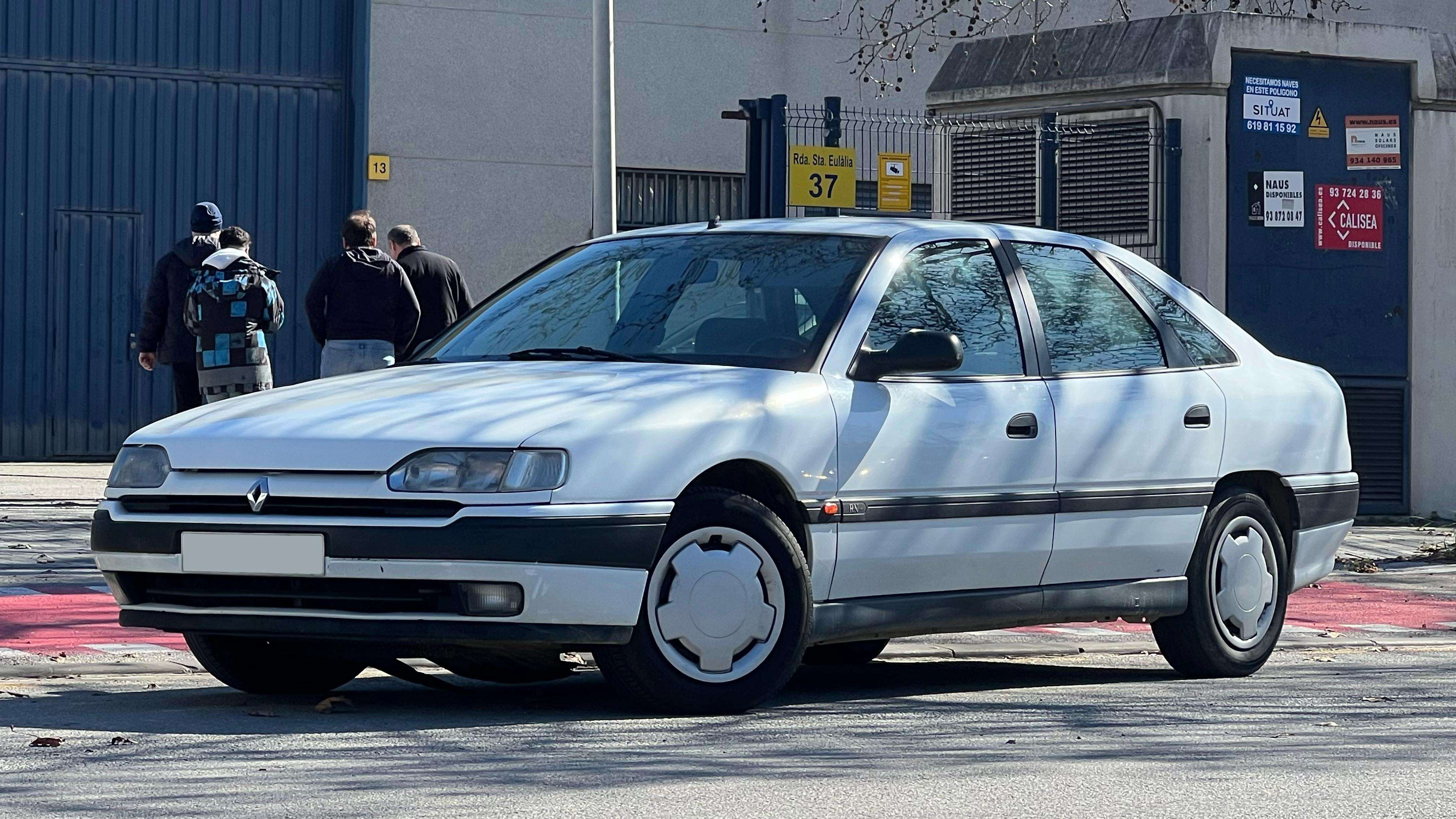
Renault Safrane I phase 1

  - Renault Safrane I phase 12.2i B54302, boîte automatique 4 vitesses AD8-... + (J7T-S761), 11cv
- 3.0i B54405, boîte manuelle 5 vitesses PK1-003 ou PK1-004(Z7X-B722), 16cv
  - 3.0i B54402, boîte automatique 4 vitesses AD8-... + (PRV Z7X-C723), 16cv
  - 3.0i B544K2, boîte automatique 4 vitesses AD8-... + (PRV Z7X-B723), 16cv
  - 3.0i B54J02, boîte automatique 4 vitesses AD8-... + (PRV Z7X-B753), 16cv
  - 3.0i B54408, boîte manuelle 5 vitesses, 4x4 PK7-... + (PRV Z7X-P722), 17cv
  - 3.0i B54508, boîte manuelle 5 vitesses, 4x4 PK9-... + (PRV Z7X-P726), 14cv
- Diesel
  - 2.1 B54605, boîte manuelle 5 vitesses PK1-007 + (J8S-T760), 6cv (motorisation la plus fiable, réputé increvable si le moteur est respecté) [réf. souhaitée]
  - 2.5 B54805, boîte manuelle 5 vitesses PK1-009 + (S8U-L762), 7cv
  - 2.5 B54802, boîte automatique 4 vitesses AD8-005 + (S8U-M763), 8cv

### Motorisations phase 2
- Essence
  - 2.0i 16s , 1 948 cm3, 138 ch (de 10/96 à 08/00) « moteur Modulaire Volvo » (type N7Q), boîte de vitesses Volvo (manuelle et automatique)
  - 2.5i 20s , 2 435 cm3, 168 ch (de 10/96 à 08/00) « moteur Modulaire Volvo » (type N7U), boîte de vitesses Volvo (manuelle et automatique)
  - 3.0i 12s, 2 963 cm3, 170 ch (de 10/96 à 09/98) « moteur V6 PRV » (type Z7X)
  - 3.0i 24s, 2 946 cm3, 194 ch (de 07/99 à 08/00) « Moteur V6 ESL » (type L7X)
- Diesel
  - 2.2dt 12s, 2 188 cm3, 113 ch (de 10/96 à 08/00) « moteur G » (type G8TT)

### Type mine phase 2
- Essence
  - B54L05, 2.0 16s boîte manuelle vm1 + ("N7Q.H7.10"), 10cv/9cv
  - B54L0C, 2.0 16s boîte manuelle vm1 + ("N7Q.H7.10") 7cv (boite "fiscale")
  - B54L02, 2.0 16s boîte automatique SU0 + N7Q.J7.11 11cv
  - B54F05, 2.5 20s boîte manuelle vm1 + ("N7U.A7.00") 13cv/11cv
  - B54F02, 2.5 20s boîte automatique SU0 + ("N7U.B7.01") 14cv/11cv
  - B54M02, 3.0 12s boîte automatique AD8+ ("PRV Z7X.W7.55") 16cv
  - B54N02, 3.0 24s boîte automatique LMO 4HP20+ ("L7X. 7.13") 13cv
- Diesel
  - B54G0E, 2.2td boîte manuelle pk1 + ("G8T. 7.40") 6cv

Nota : à la suite du changement de loi fiscale en juillet 1998, la configuration en 7 cv est arrêtée (la boîte de vitesses est surnommée "boîte fiscale" ; elle est généralement utilisée par les administrations ou les sociétés).[réf. souhaitée]
Le 2.0i 16s qui faisait 10cv en boite classique passe à 9cv et le 2.5i passe à 11cv.

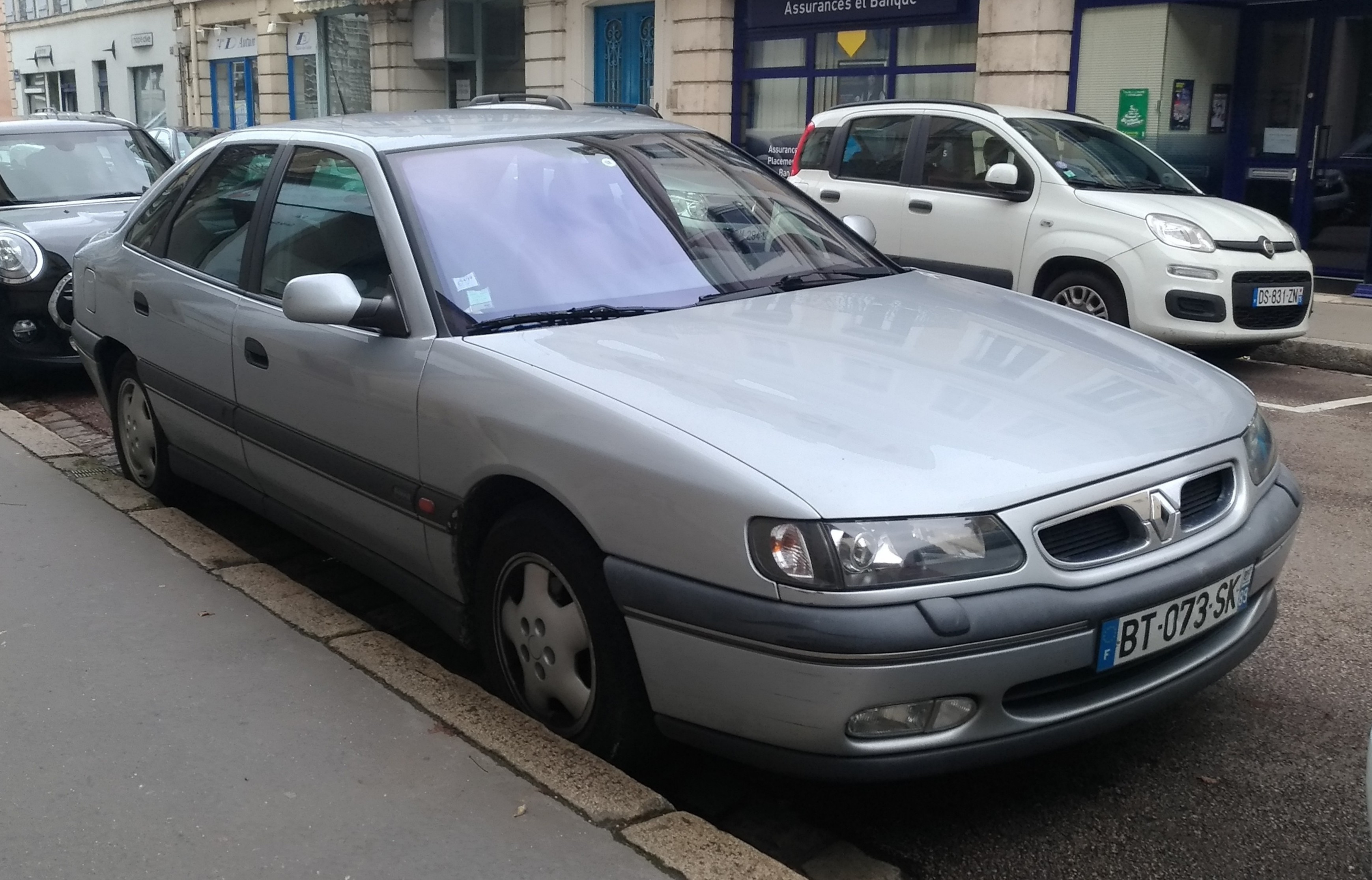
Renault Safrane I phase 2
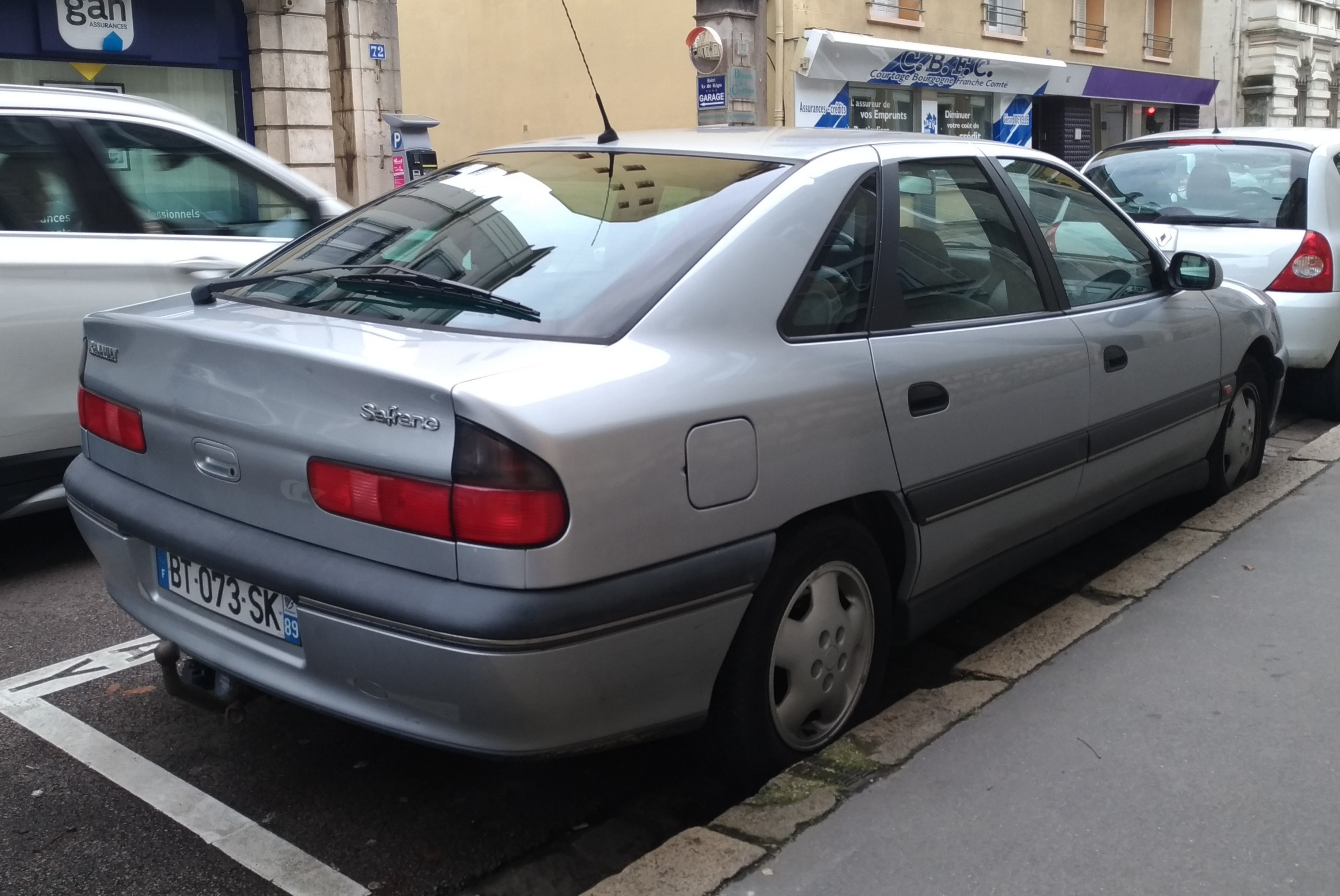
Renault Safrane I phase 2

### Arrêt et succession
La Renault Safrane a été remplacée par la Vel Satis et le nom Safrane a été repris en 2009. La Renault Safrane II est la seconde génération de la Renault Safrane. Elle est uniquement vendue dans les pays du golfe Persique et au Mexique. Elle est basée sur la deuxième génération de Samsung SM5, elle-même basée sur la Nissan Teana. Elle est fabriquée dans l'usine de Busan en Corée du Sud. Elle est disponible en V6 uniquement. La version bas de gamme est disponible à 11 000 € et la version haut de gamme proposée aux alentours de 15 000 €[Où ?][Quand ?].
La Renault Safrane II n'a pas connu de suite technique, mais le nom de « Renault Safrane » a été réutilisé pour commercialiser la troisième génération de Samsung SM5, légèrement modifiée, dans les pays du golfe Persique et au Mexique. Elle en reprend la planche de bord (identique à celui de la Renault Laguna III). Au niveau carrosserie et sièges, elle est semblable à la Renault Latitude. Elle est vendue avec des moteurs essence. À la suite de l'arrêt de fabrication de la Samsung SM5, elle est remplacée sur ces marchés par la Renault Talisman.

## Les différentes versions

### Finitions
- Essence
  - 2.0i RN
  - 2.0i RT
  - 2.0i Alizé
  - 2.0i 16s RTE
  - 2.0i 16s Confort
  - 2.0i 16s Pack
  - 2.0i 16s Alizé
  - 2.0i 16s RXE
  - 2.2Si RN
  - 2.2Si RT
  - 2.2Si RXE
  - 2.2Si Palme d'Or
  - 2.2Si Dédicace
  - 2.5i RXE
  - 2.5i Pack
  - 2.5i RXT
  - 2.5i Pack Cuir
  - 2.5i Initiale Paris
  - V6 24s
  - V6 24s RXT
  - V6 24s Pack Cuir (depuis 08/1999)
  - V6i Initiale Paris
  - V6 24s Initiale Paris
  - V6i RT
  - V6i RXE
  - V6i RXE Quadra
  - V6i Baccara
  - Biturbo RXE
  - Biturbo Ellipse
  - Biturbo Baccara
- Diesel
  - 2.1dT RN
  - 2.1dT Alizé
  - 2.1dT RT
  - 2.2dT RTE
  - 2.2dT Confort (depuis 08/1999)
  - 2.2dT RXE
  - 2.2dT Pack (depuis 08/1999)
  - 2.2dT RXT
  - 2.2dT Fairway
  - 2.2dT Pack Cuir
  - 2.2dT Camargue
  - 2.5dT RN
  - 2.5dT RT
  - 2.5dT RXE
  - 2.5dT Dédicace

### Les séries spéciales

#### Renault Safrane «Alizé»
La Safrane « Alizé », sortie en 1997, est proposée avec la climatisation régulée avec réglage séparé entre conducteur et passager, un système audio Radiosat 4000 RDS avec lecteur cassette à commande sous le volant et quatre haut-parleurs, l'ABS en série, l'airbag conducteur et passager, la direction assistée et la condamnation centralisée avec télécommande.

#### Renault Safrane «Fairway»
Sortie en décembre 1998, la « Fairway » limitée à 2 000 exemplaires vient ajouter des équipements intérieurs et extérieurs à la finition RXE de base. Elle dispose de jantes en alliage spécifiques, de logos extérieurs « Fairway » sur baguettes de portes avant, d'une sellerie mixte cuir et tissu unique et d'un autoradio avec lecteur CD. Elle est proposée avec les motorisations 2.0 de 138 ch, 2.5 de 168 ch et 2.2dT de 115 ch.

### Safrane Biturbo

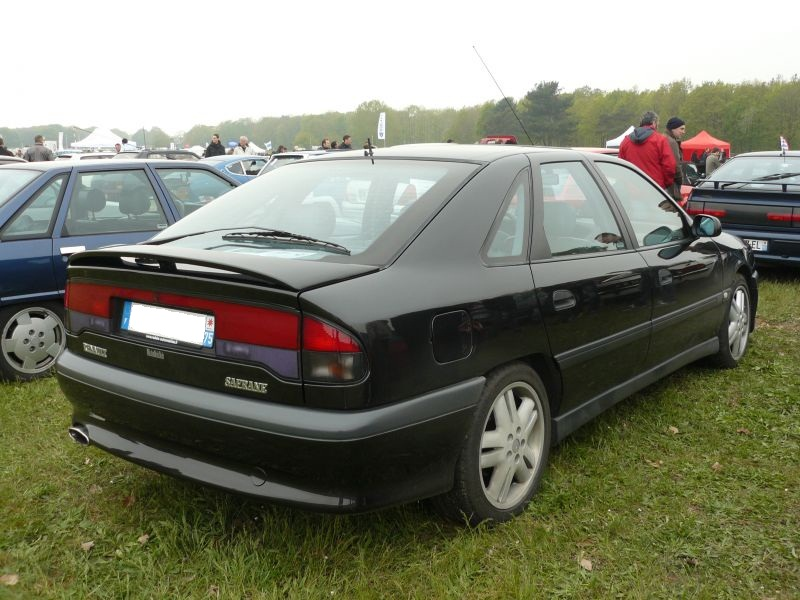
Renault Safrane I Biturbo Baccara.

La Renault Safrane Biturbo est la plus haute version de la Safrane, équipée d'un moteur V6 biturbo. Elle est produite de 1993 à 1996 et commercialisée au prix de 428 000 Francs en version Baccara, l'équivalent de 107533 Euros en 2024). 813 exemplaires ont été produits (812 répertoriées dans le fichier usine de Sandouville + la S000001 identifiée). Elle est vendue avec les finitions intérieures RXE (02/1994/1995), Ellipse (02-1995/1996) et Baccara (06-1994/1996).
Elle est présentée lors du salon de Genève en mars 1992 ; le début de la production, ainsi que la présentation officielle à la presse, a lieu en novembre 1993. La commercialisation commence en 1994, jusqu'en 1996.
La Biturbo est équipée d'un moteur V6 PRV Z7X, 12 soupapes, de 2 963 cm3 (93 x 72,7 mm), alimenté par deux turbos pour une puissance maximum de 268 ch à 5 500 tr/min et un couple de 365 N m à 2 500 tr/min, engendrant un rapport poids/puissance de 6,6 kg/ch.
La boîte de vitesses manuelle hydraulique a 5 rapports. La transmission est intégrale.
La répartition du poids AV/AR est d'environ 60/40 %.
Elle est équipée de 4 pneus 225/45R17, ou 205/50R17 (monte hivernale).
Sa vitesse maximale est de 250 km/h ; le 0 à 100 km/h est couvert en 7,4 s, le 400 mètres départ arrêté en 15 s et le 1 000 mètres départ arrêté en 27,7 s.
Elle dispose de boucliers avant et arrière spécifiques, de jantes de 17 pouces Hartge et d'une sortie d'échappement chromée. C’est Irmscher qui s’occupe des modifications de carrosserie et de l’assemblage, et Hartge (réputé pour ses préparations sur moteurs BMW) qui s’occupe du moteur, en partant de celui de l’Alpine A610 (un V6 3 litres poussé à 250ch).
Outre des pièces hors de prix et une grande fragilité de la boîte de vitesses, elle reste une voiture d'exception, réservée aux collectionneurs. La version V6 Quadra, qui sert de base technique, notamment pour les trains roulants, utilise le même arbre de transmission ; elle aussi est d'ailleurs une version assez rare de nos jours. [réf. souhaitée]

## Caractéristiques

### Chaîne cinématique

#### Motorisations
| Modèle et boîte                  | Construction      | Moteur                   | Cylindrée         | Performance                    | Couple                 | 0 à 100 km/h | Vitesse maximale | Consommation et émissions de CO2 |
| -------------------------------- | ----------------- | ------------------------ | ----------------- | ------------------------------ | ---------------------- | ------------ | ---------------- | -------------------------------- |
| Renault Safrane 2.0i 8s          | 05/1992 – 09/1996 | 4 cylindres en ligne J7R | 1 995 cm3 (2,0 L) | 79 kW (107 ch) à 5 000 tr/min  | 159 N m à 2 500 tr/min | 12,3 s       | 187 km/h         | 7,2 L/100 km -                   |
| Renault Safrane 2.0i 16s         | 10/1996 – 08/2000 | 4 cylindres en ligne N7Q | 1 948 cm3 (2,0 L) | 101 kW (138 ch) à 6 000 tr/min | 186 N m à 4 500 tr/min |              | 204 km/h         |                                  |
| Renault Safrane 2.2i 12s         | 07/1992 – 09/1996 | 4 cylindres en ligne J7T | 2 165 cm3 (2,2 L) | 103 kW (140 ch) à 5 750 tr/min | 186 N m à 4 500 tr/min | 10,2 s       | 208 km/h         | 7,4 L/100 km -                   |
| Renault Safrane 2.5i 20s         | 10/1996 – 08/2000 | 5 cylindres en ligne N7U | 2 435 cm3 (2,5 L) | 124 kW (168 ch) à 6 000 tr/min | 216 N m à 4 600 tr/min |              | 220 km/h         | 9,1 L/100 km -                   |
| Renault Safrane 3.0i 12s         | 07/1992 – 09/1996 | 6 cylindres en V Z7X     | 2 963 cm3 (3,0 L) | 125 kW (170 ch) à 5 500 tr/min | 240 N m à 4 500 tr/min | 9,6 s        | 220 km/h         | 10,6 L/100 km -                  |
| Renault Safrane 3.0i 12s         | 07/1992 – 09/1996 | 6 cylindres en V Z7X     | 2 963 cm3 (3,0 L) | 125 kW (170 ch) à 5 500 tr/min | 240 N m à 4 500 tr/min |              | 217 km/h         | 10,4 L/100 km -                  |
| Renault Safrane 3.0i 24s         | 07/1999 – 08/2000 | 6 cylindres en V L7X     | 2 946 cm3 (3,0 L) | 143 kW (194 ch) à 5 750 tr/min | 272 N m à 4 000 tr/min |              | 215 km/h         | 9,8 L/100 km -                   |
| Renault Safrane 3.0i 12s Biturbo | 11/1993 – 09/1996 | 6 cylindres en V Z7X     | 2 963 cm3 (3,0 L) | 197 kW (268 ch) à 5 500 tr/min | 363 N m à 2 500 tr/min | 7,2 s        | 250 km/h         | 11,5 L/100 km -                  |

| Modèle et boîte       | Construction      | Moteur                    | Cylindrée         | Performance                   | Couple                 | 0 à 100 km/h | Vitesse maximale | Consommation et émissions de CO2 |
| --------------------- | ----------------- | ------------------------- | ----------------- | ----------------------------- | ---------------------- | ------------ | ---------------- | -------------------------------- |
| Renault Safrane 2.1dT | 07/1992 – 09/1996 | 4 cylindres en ligne J8S  | 2 068 cm3 (2,1 L) | 66 kW (90 ch) à 4 250 tr/min  | 191 N m à 2 000 tr/min | 14,9 s       | 181 km/h         | 6,4 L/100 km -                   |
| Renault Safrane 2.2dT | 10/1996 – 08/2000 | 4 cylindres en ligne G8TT | 2 188 cm3 (2,2 L) | 83 kW (113 ch) à 4 300 tr/min | 237 N m à 2 000 tr/min |              | 199 km/h         | 6,9 L/100 km -                   |
| Renault Safrane 2.5dT | 04/1993 – 09/1996 | 4 cylindres en ligne S8U  | 2 499 cm3 (2,5 L) | 85 kW (115 ch) à 4 200 tr/min | 245 N m à 2 400 tr/min | 12,9 s       | 195 km/h         | 6,4 L/100 km -                   |

## Production
| Année | Production |
| ----- | ---------- |
| 1991  | 289        |
| 1992  | 48 224     |
| 1993  | 65 926     |
| 1994  | 45 354     |
| 1995  | 35 687     |
| 1996  | 29 543     |
| 1997  | 30 954     |
| 1998  | 22 854     |
| 1999  | 21 891     |
| 2000  | 12 367     |
| Total | 313 089    |

En observation , les 289 de 1991 correspondent a la présérie , le record de production était en 1993 et la courbe des ventes est légèrement remontée en 1997 avec la commercialisation de la phase 2.

### Peintures
La Safrane a été proposée en une large palette de couleurs, Blanc Glacier, Gris Iceberg, Brun amarante et Badiane, Bleu Crépuscule, Rouge Persan, Vert anglais et Vert Abysse (dite teinte à effets), Gris Opale, Tungstène et Noir 676. Cette série de couleurs fut proposée en majorité sur la ph1. S'ajoutèrent en 1995, le Bleu Égée, et le Gris Fjord en 1996, reconduits sur les premières ph2 .
En ph2, on découvrait quelques couleurs supplémentaires dont le Bleu Éole, le Bleu Lazuli, le Brun Canelle (assez rare de nos jours), les Vert Cèdre et Tilleul. Et d'autres nuances comme le Gris Hologramme, le Bleu Navy, le Rouge Nacré remplaçaient des couleurs des catalogues précédents dont le Xérus, le Bleu Nuit Opaque et le Persan. [réf. souhaitée]

### Image
Si les progrès réalisés en comparaison de sa devancière la R25 étaient évidents au niveau de la présentation et de l'équipement, les ventes furent nettement inférieures, notamment à cause de la poussée des constructeurs étrangers et également des motorisations d'entrée de gamme un peu justes. De plus les monospaces étaient en plein essor et ont grignoté des parts de marché (exemple : Il se vendait dans le Haut de gamme Renault en 1998 deux tiers d'Espace contre un tiers de Safrane). Autre observation dans les journaux spécialisés de l'époque, beaucoup craignaient que la Laguna I gène les versions d'entrée de gamme de par la différence de prix. En ph1, ce furent les 2.1dT et en essence, la 2.2Si qui se sont le mieux vendues, et en ph2, les 2.5L 20v et 2.2dT, surtout en version RXE ou Pack et Pack Cuir après 08/1999. Sur le marché de l'occasion, la plupart se revendaient bien grâce à leur confort hors pair, et leur tenue de route appréciée. Les déboires de la Vel Satis à ses débuts ont indirectement favorisé cet état de fait. Et les dernières Safrane avaient aussi pour elles un équipement pléthorique à partir de la finition Pack. [réf. souhaitée]

### Concept car
Au Mondial de l'automobile de Paris 1994, Renault présente le concept car Renault Safrane Long Cours, une version break réalisée par Heuliez, avec un toit panoramique en verre,.

## Dans la culture populaire

### Cinéma
La Renault Safrane I apparaît dans les films La Cité de la Peur (série limitée Palme d'or), Les Visiteurs, Le bonheur est dans le pré, Fantôme avec chauffeur, Ronin ou encore Les saveurs du palais.